# Musavathur, Arkalgud
Musavathur là một làng thuộc tehsil Arkalgud, huyện Hassan, bang Karnataka, Ấn Độ.